# Plagiorhynchus paulus
Plagiorhynchus paulus är en hakmaskart som beskrevs av Van Cleave och Williams 1950. Plagiorhynchus paulus ingår i släktet Plagiorhynchus och familjen Plagiorhynchidae. Inga underarter finns listade i Catalogue of Life.